# محمد بشري
محمد بشري هو أستاذ الاقتصاد في جامعة سوسة بتونس. حاصل على درجة الدكتوراه في الاقتصاد من جامعة كاليفورنيا الجنوبية.

## النشاط الحقوقي
يُعتبر محمد من بين أبرز النشطاء الحقوقيين في مجال حقوق الإنسان في تونس حيث سبقَ له وأن شغل منصب رئيس الفرع التونسي لمنظمة العفو الدولية. غالبًا ما تعتمد رايتس ووتش عليه حيث تستشهد به في تقاريرها بخصوص قمع حقوق الإنسان في تونس.

## مواضيع أخرى
تعرّض العرب للكثير من الانتقادات فيما يخص الإبادة الجماعية التي حصلت في دارفور وصمت كل الجمعيات الحقوقية العربية عنها وذلك لأنّ الأمر يتعلق هذه المرة بالأيديولوجية المسيرة على الشرق الأوسط وشمال أفريقيا والتي تتمثل بالأساس قي الإسلاموية والعروبة. تُعاني بعض الدول العربية من مشكلة في حقوق الإنسان حيث تعتبر شعوبها العربية كل من خالفهم الرأي «غير عربي». وفقا لمحمد بشري فإنَّ هذه التطورات قد أدت إلى حالة حيث أن جميع الأقليات التي تعيش داخل العالم العربي باتت تحت الحصار. تعرضت المنظمات الحقوقية العربية كذلك لبعض الانتقادات من العالم الغربي الذي ييى أن مستوى الحرية في بعض المجتمعات قد مكّن الإرهاب الإسلامي من الانتشار خاصة في ظل وجود آلات فعالة لنشر الدعاية والبروباغندا.

## الاضطهاد
تعرض بشري في كثير من الأحيان للاضطهاد بسبب مبادرات حقوق الإنسان التي يرعاها في تونس. في عام 2000 على سبيل المثال؛ كان محمد جزءا من الفريق الذي تعرض للاعتداء والتهديد من قبل ضباط الشرطة في تونس. شغل بشري منصب منسق اللجنة الوطنية للدفاع عن منصف المرزوقي الذي أقيل من منصبه بسبب أنشطته في مجال حقوق الإنسان. عمل محمد جنبا إلى جنب مع زملائه النشطاء وزمرة من الصحفيين بما في ذلك عمر مستيري مُحرّر صحيفة الكلمة المعارِضة على النت على تقديم عريضة لوزارة الصحة العامة من أجل المطالبة بإعادة منصف للعمل. مُنعَ الفريق من الدخول للمبنى على يد قوات الأمن ثم تعرض مستيري للضرب من قبل الشرطة قبل أن يتم القبض عليه وقد أُفرج عنه في وقت لاحق.